# المسجد الأندلسي
المسجد الأندلسي (بالأردية: مسجد اندلوسى , بالإنجليزية: The Spanish Mosque) يعرف أيضا باسم مسجد إقبال الدولة أو ايوان بيجومبيت، هو مسجد في بيجومبيت في مدينة حيدر أباد في الهند.

## نظرة عامة
شيد المسجد من قبل نواب بايغه وبالتحديد من نواب السير إقبال الدولة في عام 1906، وذلك بعد عودته من إسبانيا، كما انه استلهم كثيرا من تصميم المسجد من جامع قرطبة، في الشكل الخارجي للمسجد وفي الشكل الداخل هناك تشابه بينه وبين جامع قرطبة في إسبانيا ومسجد الجمعة جولبارجا وكارناتاكا في الهند، وهذا يظهر للدولة من بين الفن التصميم الداخلي والهندسة المعمارية، ومن يعرف أيضا باسم مسجد المغاربة وذلك بسبب الأسلوب الفريد من العمارة الإسبانية المغاربية، ويقال إنه لا يوجد الا واحدة من طرازة في الهند، ويميز المسجد الوقوف التدريجي للماذن بدلا من المآذن المعتادة أو القباب، حيث تعطي المسجد مظهر يشبه شكل الكنيسة .

## التاريخ والمميزات

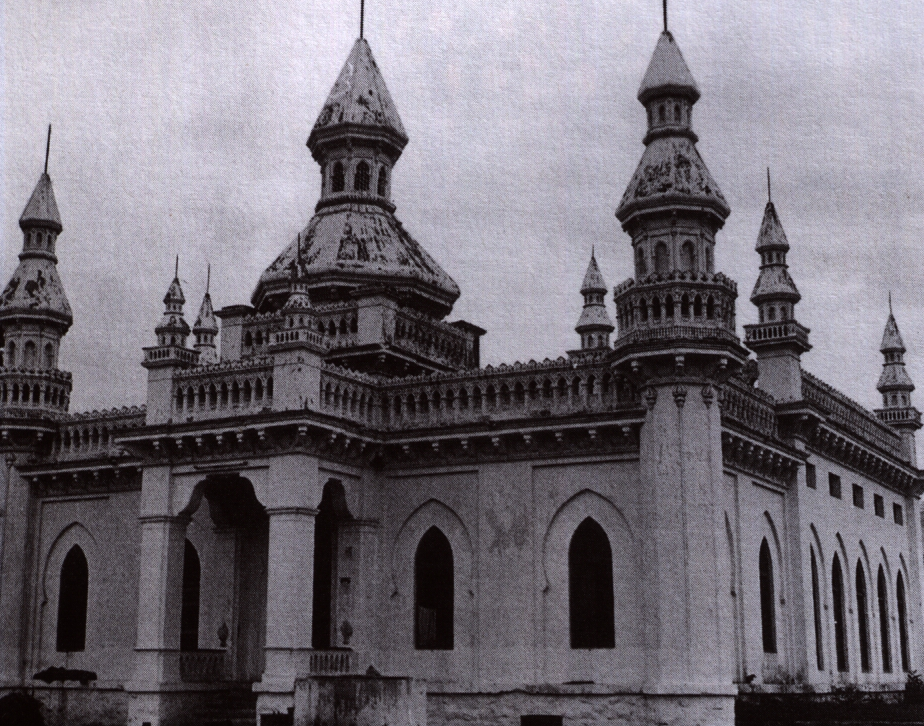
المسجد الأندلسي قديماً

بني المسجد من قبل عائلة بايغه النبيلة من قبل السير إقبال الدولة في عام 1906، ويعتقد أن يكون الوحيد من نوعه في الهند مع أقواس مدببة وسقف أشار رئيسي يتكون من اثنين من الأهرامات مثمنة الشكل، وضعت واحدة فوق الأخرى والتي تدخل إلى القباب المثمنة، المآذن وضعت جماليا في زوايا المتراس، وهي في نفس النمط وغير عادية جدا من تلك التي ظهرت في مساجد أخرى في المدينة وأماكن أخرى، فمن الصعب أن يغيب عن جسر علوي قبالة مطار بيجومبيت القديم .
السمات البارزة الأخرى هي الأقواس المتجاوزة داخل قاعة الصلاة، وآيات رائعة مخطوطة من القران الكريم نقشت على الجدران الداخلية، مع عدم وجود خزان الوضوء أو فناء، ويتكون المسجد من قاعة رئيسية للصلاة، وعناك غرفتين أمامه وممر مركزي لدخول القاعة، ومن خلال هذا الممر المركزي يؤدي إلى الشرفة التي تقف في مدخل قبة مثمنة الشكل .
تم بناء المسجد مع حجر البناء الجيري، السقف يحتوي على نوع من الاقواس على عوارض حديدية مع الطوب والجير والخرسانة، بنيت القباب والمآذن والأبراج الصغيرة بالطوب وحجر البناء، القبة المركزية لديها وجهيه مثقوبة.
يعتقد أن المسجد الأندلسي ماهو الا نسخة من مسجد مماثل في إسبانيا، وانه قد لفت انتباه بايغه خلال ثمانية أشهر من جولته الطويلة في أوروبا، ويعتبر السيد فائز خان هو رئيس الجمعية وكذلك أمين الصندوق هذا المسجد التاريخي، وهو الشخص الوحيد الذي تنشط تجاهه جميع أعمال المسجد، وجري اجتماعات دورية بين أفراد المجتمع .
تبلغ طاقة المسجد 3000 مصلي، ويعتبر المسجد معلما للمجتمع المسلم في سيكوندراباد، شكلت مساحة المسجد الأندلسي المترامي الاطراف حوالي 340 فدان مع سبع قصور، وكلها بنيت في الأنماط الأندلسية والهندية والأوروبية .

## المحافظة عليه
المسجد مدرج للحفظ تحت الدرجة الثانية من الهيكل، والدرجة الثانية هي المباني التي تدرج على أنها مباتي ذات أهمية إقليمية أو محلية والتي تمتلك ميزة معمارية أو جمالية خاصة ثقافية كانت أو قيمة تاريخية، وهو من المعالم المحلية التي تسهم اظهار صورة وهوية المدينة وتستحق حفظ ذكي وتنظيم عالي يتيح للمسجد إعادة التكيف داخليا وخارجيا وفق التغيرات الطارئة، وبعد نظام ألوان المسجد فقد تغير لون المسجد من الأبيض النقي إلى الباستيل الأخضر في السنوات الأخيرة .